# Rudzanka
Rudzanka (Rudzianka) – potok, prawy dopływ Dunajca o długości 7,5 km i powierzchni zlewni 11,77 km². 
Źródła potoku znajdują się w miejscowości Dzierżaniny. Rudzanka spływa w kierunku północno-zachodnim przez miejscowości Borowa (przysiółek Budzyń), Ruda Kameralna i Filipowice. W tej ostatniej miejscowości zmienia kierunek na północny i uchodzi do Dunajca na wysokości 220 m.
Zlewnia Rudzanki znajduje się na Pogórzu Rożnowskim. Opuszczając Rudę Kameralną Rudzianka dokonuje przełomu między wzniesieniami tego pogórza  Od zachodniej strony jej dział wodny biegnie grzbietem Suchej Góry i Głowaczki, od wschodniej grzbietem Mogiły i Patrii. Po opuszczeniu pasma wzniesień Pogórza Rożnowskiego w Filipowicach wypływa na płaską i szeroką dolinę Dunajca. Wzdłuż koryta Rudzanki poprowadzono drogę z Filipowic do Rudy Kameralnej.